# Той-бульдог
Той-бульдог — вымершая порода собак, которая существовала в Англии на протяжении XVIII и начала XIX веков. Заводчики работали в двух разных направлениях, чтобы создать эту породу. Первое заключалось в уменьшении английского бульдога. Это было не очень успешно из-за осложнений при разведении собак этой породы субрегулярного[какого?] размера. Щенки бульдога с карликовостью были (и остаются) иногда рождёнными от родителей обычного размера, но они не были ни самыми здоровыми, ни самыми плодовитыми представителями, и часто сами производили щенков обычного размера. Таким образом, эта версия породы так и не была зафиксирована или стабилизирована.
Ещё одна попытка создания той-бульдога состояла в скрещивании французских бульдогов с бульдогами и/или их потомством, чтобы снизить вес до желаемых 20 фунтов или около того. Было получено несколько собак, и порода была представлена «Клубом французских той-бульдогов Англии» клубу собаководов (Кеннел-клубу). Тем не менее, эта версия породы также не была доведена до стадии признания. Английские заводчики и представители Кеннел-клуба отказались считать собаку смешанной породы бульдогом.
В настоящее время термин «той-бульдог» иногда используется для обозначения немногочисленного варианта другого кросса, известного как «миниатюрный бульдог». Это тоже не стабильная порода, а помесь, полученная в результате скрещивания бульдогов с мопсами и/или их потомками.